# Johan Segers
Johan Segers (1950) is een Belgische chef-kok.

## Biografie
Hij begon zijn eigen restaurant 't Fornuis in 1977 in Antwerpen. Sinds 1986 heeft het restaurant 1 Michelinster.
In 2008 en 2009 was hij ambassadeur van Antwerpen Proeft - Taste of Antwerp, het grootste culinair festival van België (Roger van Damme was zijn opvolger als ambassadeur). In 2010 kreeg hij de "Gouden garde bezet met diamanten", een onderscheiding van de Knack Restaurantgids voor zijn uitzonderlijke carrière.
Hij is regelmatig te zien op de kookzender Njam!. In 2010 maakte hij de reeks "Tot op de graat", waarbij hij in de Nieuwpoortse vismijn verse vismaaltijden klaarmaakte. In 2011 is hij actief in de reeks "Tot op het bot" waarin gerechten met varkensvlees centraal staan.

## Stijl
Johan Segers is een voorstander van een eerlijke, natuurlijke keuken met verse ingrediënten. Zijn restaurant kent dan ook altijd dagspecialiteiten. Deze gerechten worden gemaakt afhankelijk van de dagaanvoer en het seizoen.

## Boeken
- 2006 - Duet Met Potten En Pannen (samen met Dirk De Prins)
- 2011 - We love Lamb!
- 2011 - Tot op de graat
- 2012 - Tot op het bot
- 2020 - Zoveel om te vieren (samen met andere chefs)
- 2023 - Het beste van Johan Segers